# Strongylurus partitus
Strongylurus partitus là một loài bọ cánh cứng trong họ Cerambycidae.